# Como Água para Chocolate
Como Água para Chocolate (no original, Como agua para chocolate) é um filme mexicano de 1992, do gênero drama, dirigido por Alfonso Arau. O roteiro foi escrito por Laura Esquivel, baseado no romance homônimo de sua autoria.
Em 1994, a revista mexicana Somos incluiu Como água para chocolate na lista dos 100 melhores filmes do cinema mexicano.

## Sinopse
Tita nasceu na cozinha da casa da família, enquanto sua mãe cortava cebolas. Logo em seguida, seu pai morreu de um ataque cardíaco ao ter sua paternidade questionada. Por essa razão, Tita tornou-se vítima de uma tradição local, que dizia que a filha mais nova não poderia casar para cuidar de sua mãe até a morte.
Ao crescer, Tita se apaixona por Pedro Muzquiz, que corresponde ao sentimento e deseja se casar com ela, mas a mãe da moça proíbe o casamento, e sugere que ele se case com Rosaura, a irmã dois anos mais velha de Tita. O rapaz aceita, pois essa é a única maneira de se manter perto de Tita.

## Elenco
- Marco Leonardi.... Pedro Muzquiz
- Lumi Cavazos.... Tita
- Regina Torné.... Mamá Elena
- Mario Iván Martínez.... Doutor John Brown
- Ada Carrasco.... Nacha
- Yareli Arizmendi.... Rosaura
- Claudette Maillé.... Gertrudis
- Pilar Aranda.... Chencha
- Farnesio de Bernal.... Cura
- Joaquín Garrido.... Sargento Treviño
- Rodolfo Arias.... Juan Alejándrez
- Margarita Isabel.... Paquita Lobo
- Sandra Arau.... Esperanza Muzquiz
- Andrés García Jr..... Alex Brown
- Regino Herrera.... Nicolás

## Principais prêmios e indicações
BAFTA 1994 (Reino Unido)
- Indicado na categoria de melhor filme em língua estrangeira.

Globo de Ouro 1993 (EUA)
- Indicado na categoria de melhor filme em língua estrangeira.

Prêmio Goya 1993 (Espanha)
- Indicado na categoria de melhor filme estrangeiro de língua espanhola.

Festival de Gramado 1993 (Brasil)
- Venceu nas categorias de melhor atriz (Lumi Cavazos) e melhor atriz coadjuvante (Claudette Maillé).
- Escolhido como melhor filme pelo júri popular.
- Indicado ao Kikito na categoria de melhor filme latino.